# Enicosanthum paradoxum
Enicosanthum paradoxum är en kirimojaväxtart som beskrevs av Odoardo Beccari. Enicosanthum paradoxum ingår i släktet Enicosanthum och familjen kirimojaväxter. Inga underarter finns listade i Catalogue of Life.